# Trichaea prochyta
Trichaea prochyta là một loài bướm đêm trong họ Crambidae.